# Underworld (The Storyteller)
Underworld är det svenska power metal-bandet The Storytellers fjärde album. Albumet släpptes i november 2005 av det svenska skivbolaget Black Lodge Records och året därpå i Ryssland av skivbolaget Art Music Group.
Inför inspelningen av albumet hade basisten Johan Sohlberg anslutit till bandet, vilket fick till följd att L-G Persson kunde fokusera helt på sången.

## Låtlista
1. "Changeling – 3:45
2. "Eyes of the Dead" – 3:58
3. "The Fiddler" – 5:29
4. "Watcher in the Deep" – 5:25
5. "Your Time Has Come" – 2:58
6. "Beauty Is the Beast" – 4:35
7. "Underworld" – 4:28
8. "Magic Elements" – 4:35
9. "Shine On" – 5:03
10. "Ace of Spades" – (Motörhead-cover) – 2:42

## Medverkande
Musiker
- L-G Persson – sång
- Jacob Wennerqvist – gitarr
- Fredrik Groth – gitarr, keyboard
- Martin Hjerpe – trummor
- Johan Sohlberg – basgitarr

Bidragande musiker
- Danne "Näcken" Beckman – violin
- Ronny Hemlin – sång

Produktion
- Pelle Saether – producent, studiotekniker
- Fredrik Groth – producent, studiotekniker, mixning
- Peter in de Betou – mastering
- Mattias Norén - albumkonst, layout
- Ma Lou Berg - fotografi